# Rancon
Rancon é uma comuna francesa na região administrativa da Nova Aquitânia, no departamento de Alto Vienne. Estende-se por uma área de 32,31 km². Em 2010 a comuna tinha 505 habitantes (densidade: 15,6 hab./km²).